# Matematică discretă

Grafuri ca acestea sunt obiectele de studiu ale matematicii discrete, pentru proprietățile lor matematice.

Matematica discretă este partea matematicii care studiază mulțimile discrete: finite sau infinite numărabile. Aceasta exclude subiectele din matematica continuă, precum calcul infinitezimal sau analiza matematică.